# کمپیلوباکتریوس

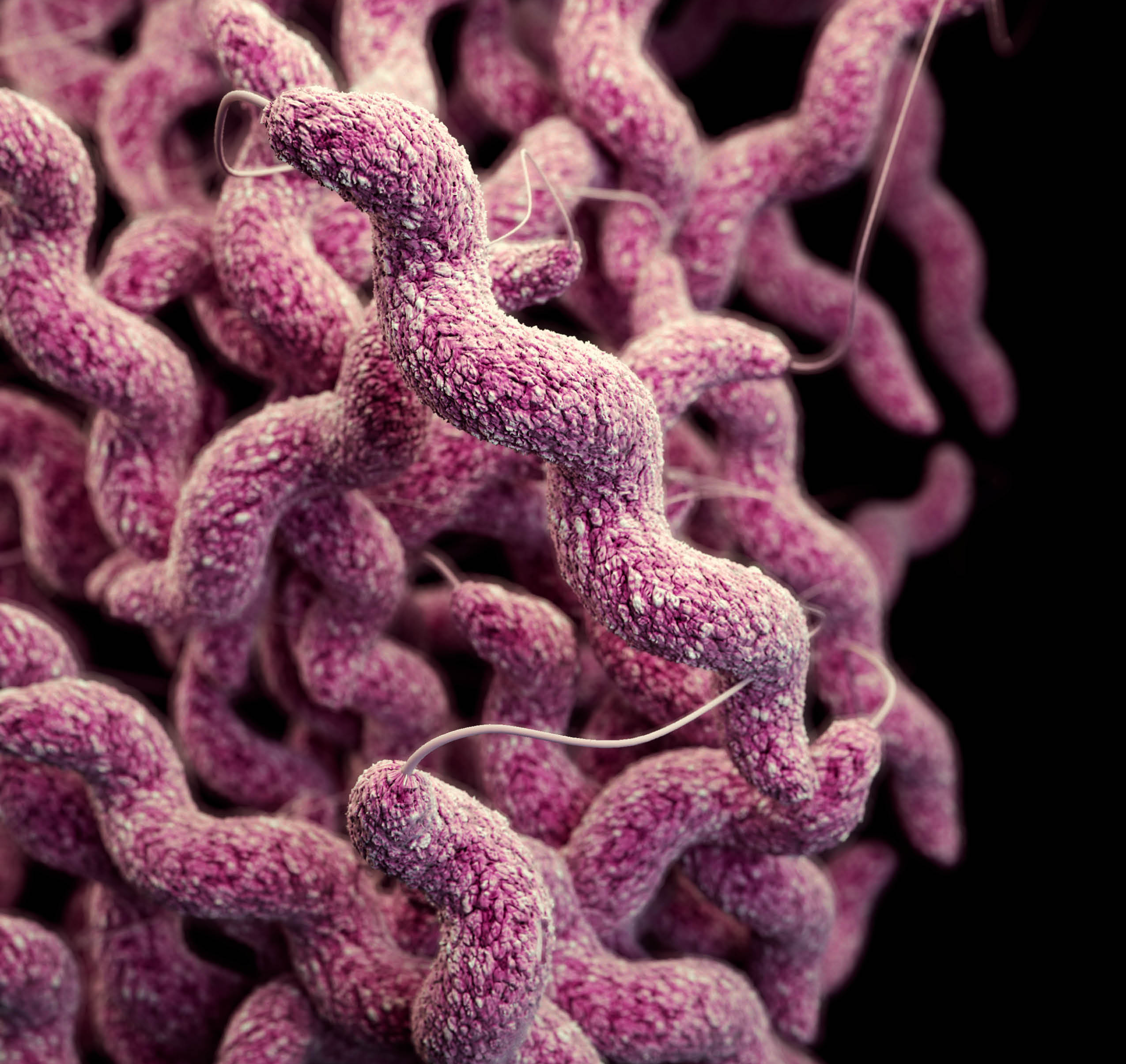
باکتری کامپلیوباکتر

کمپیلوباکتریوزیس عفونتی است که توسط باکتری کامپیلوباکتر ایجاد می‌شود. رایج‌ترین آن کامپیلوباکتر ژژونی است. این رایج‌ترین عفونت در انسان‌ها، اغلب مسمومیت غذایی است. التهاب و گاهی اسهال خونی یا سندرم دیسانتری تولید می‌کند که اغلب با گرفتگی، تب و درد همراه است.